# Wengtian (köpinghuvudort i Kina, Hainan Sheng, lat 19,93, long 110,87)
Wengtian är en köpinghuvudort i Kina. Den ligger i provinsen Hainan, i den södra delen av landet, omkring 57 kilometer öster om provinshuvudstaden Haikou. Antalet invånare är 27 569. Befolkningen består av 13 159 kvinnor och 14 410 män. Barn under 15 år utgör 20,0 %, vuxna 15-64 år 65 %, och äldre över 65 år 13,0 %.
Runt Wengtian är det ganska tätbefolkat, med 222 invånare per kvadratkilometer. Wengtian är det största samhället i trakten. Omgivningarna runt Wengtian är en mosaik av jordbruksmark och naturlig växtlighet.
Genomsnittlig årsnederbörd är 2 115 millimeter. Den regnigaste månaden är september, med i genomsnitt 339 mm nederbörd, och den torraste är januari, med 25 mm nederbörd.